# 홍미라
홍미라는 KBS (한국방송) 해직노동자이다. 한국방송시청자센터 계약직사원으로 일하다 2009년 7월 1일 비정규직법 시행과 동시에 직장을 잃었다. 계약해지된 이후 함께 해고된 동료들과 함께 전국언론노조 한국방송계약직지부를 만들어 현재 지부장을 맡고 있다. KBS이사회가 실시한 KBS사장공모에 응하였고 최종 후보 5명(강동순, 김인규, 이병순, 이봉희,홍미라)에 포함되었다.

## KBS 사장공모 관련
홍미라 지부장은 KBS사장공모 지원서에서 '공익과 인간이 자본과 효율을 압도하는 KBS'를 만들겠다는 포부를 밝히면서 구체적인 목표로 7개 비전을 제시했다.
- 국가와 시장으로부터의 독립
- 문화를 창조하고 선도하는 최고의 품질
- 풍부한 정보, 개방적인 참여, 다양한 목소리가 넘치는 다양성
- 88만원 세대, 비정규직, 여성, 지역, 장애인, 이주민 노동자 등 사회적 약자에 대한 존중, 인간에 대한 올바른 대접-휴머니티
- 인간과 자연, 개인과 사회, 도시와 시골의 단절된 관계를 복원하고 소통을 꿈꾸는 녹색
- 정직에 대한 책임, 성실에 대한 책임, 공정에 대한 책임
- 자유로운 조직, 창의적인 문화, 독창적인 콘텐츠 -크리에이티브